# Distrito Escolar Roosevelt (Arizona)
El Distrito Escolar Roosevelt No. 66 (Roosevelt School District #66) es un distrito escolar del Condado de Maricopa, Arizona. Tiene su sede en Phoenix. En 2008 el distrito gestionó 21 escuelas en el sur de Phoenix y tenía más de 12.000 estudiantes y 1.400 empleados.

## Historia
El distrito abrió en 1912.
La primera escuela del distrito, Roosevelt School, situado en la intersección de 6000 S. 7th Street y Southern, fue destruida por un incendio en el 5 de abril de 1985.
La actual sede abrió en el diciembre de 1987.
En 2014 el distrito obtuvo financiación de una demanda.